# Sophronica madecassa
Sophronica madecassa är en skalbaggsart som beskrevs av Stefan von Breuning 1957. Sophronica madecassa ingår i släktet Sophronica och familjen långhorningar.
Artens utbredningsområde är Madagaskar. Inga underarter finns listade i Catalogue of Life.